# Peter Rijpkema
Peter Paul Rijpkema is hoogleraar Algemene Rechtsleer aan de Universiteit van Amsterdam (UvA). Hij is gepromoveerd op 27 mei 2010. Van 2000 tot 2008 was hij hoofddocent aan de Universiteit Utrecht. Rijpkema heeft gestudeerd aan de UvA. Hij kwam in februari 2013 in opspraak nadat het NRC meldde dat hij hele stukken uit een onder zijn naam gepubliceerd handboek letterlijk had overgenomen uit het boek van zijn voorganger. Volgens de integriteitscommissie is er niettemin geen sprake van plagiaat of schending van de wetenschappelijke integriteit. Sjoerd de Jong, ombudsman van NRC Handelsblad, concludeerde dat er inderdaad geen herhaling van het wangedrag van Diederik Stapel was vertoond, maar dat er wel enige onzorgvuldigheid aan Rijpkema te verwijten viel.

## Voetnoten
1. ↑  'Amsterdamse hoogleraar schreef boek goeddeels over', NRC Handelsblad, 14 februari 2013 (geraadpleegd 28 februari 2013)
2. ↑  Sjoerd de Jong, 'Niet elke academische rel of ruzie is meteen ook een kwestie-Stapel', NRC Handelsblad, 23 februari 2013 (geraadpleegd 28 februari 2013)